# Sismo de São Francisco de 1906
O sismo de San Francisco de 1906 (em inglês:  1906 San Francisco earthquake) foi um violento sismo que ocorreu às 05h14min PST (13h14min GMT) do dia 18 de abril de 1906, em São Francisco e teve magnitude estimada média de 8,0 na Escala de Richter. Conhecido como The Great San Francisco Earthquake (em Português, "O Grande Terremoto de São Francisco"), ou somente apelidado como The Great Quake, foi o maior já registrado nos Estados Unidos. O sismo teve duração de aproximadamente um minuto e trinta segundos e matou milhares de pessoas.
Outras cidades sofreram estragos importantes, nomeadamente Santa Rosa, São José e a Universidade de Stanford. Cerca de 225 000 pessoas encontraram-se sem teto dos cerca de 400 000 habitantes daquelas áreas, na ocasião.

## História

### A situação antes do sismo

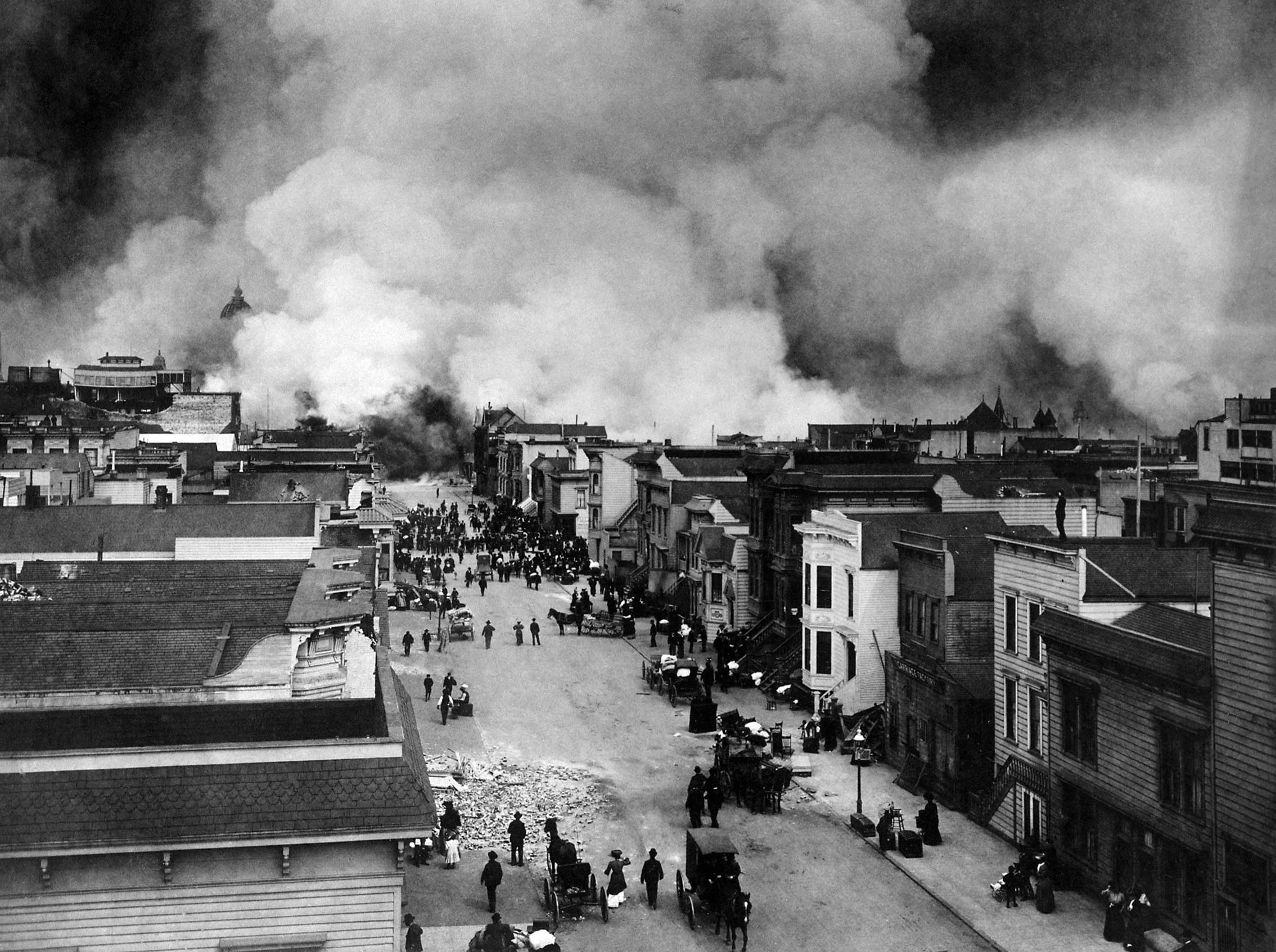
Terremoto de 1906 em São Francisco: O incêndio se alastrando na cidade

Antes da catástrofe, San Francisco era a nona maior cidade americana, com uma população de cerca de 410 000 habitantes. Durante seis décadas, a cidade era o centro financeiro, comercial e cultural do Oeste estadunidense; acolhia ainda o grande porto da costa ocidental e era considerada como a "porta do Pacífico", pela qual transitava crescente a potência económica e militar americana para a Ásia e o Oceano Pacífico. A entrada do Hawaii na união e a guerra contra a Espanha em 1898 dá a São Francisco um papel importante. 42 bancos estavam instalados na cidade.
A vida cultural era dinâmica graças aos cinco jornais, os restaurantes franceses, os teatros e a ópera situada sobre Mission Street. O Orpheum O' Farrell podia acolher 3 500 pessoas. De um ponto de vida arquitetônico, a cidade era a mais bonita do oeste americano. Magnatas da estrada de ferro e das minas de ouro fizeram-se construir magníficas residências sobre Nob Hill.
Ainda que a sismologia estivesse nos seus inícios, os peritos sabiam que São Francisco estava situada sobre uma falha. Dos sismos mais importantes na baía de São Francisco foram registrados os de 1836. 1868 e 1892. Certos setores da falha de San Andreas foram identificados e reconhecidos como potencialmente perigosos a partir de 1893.

### Sismo

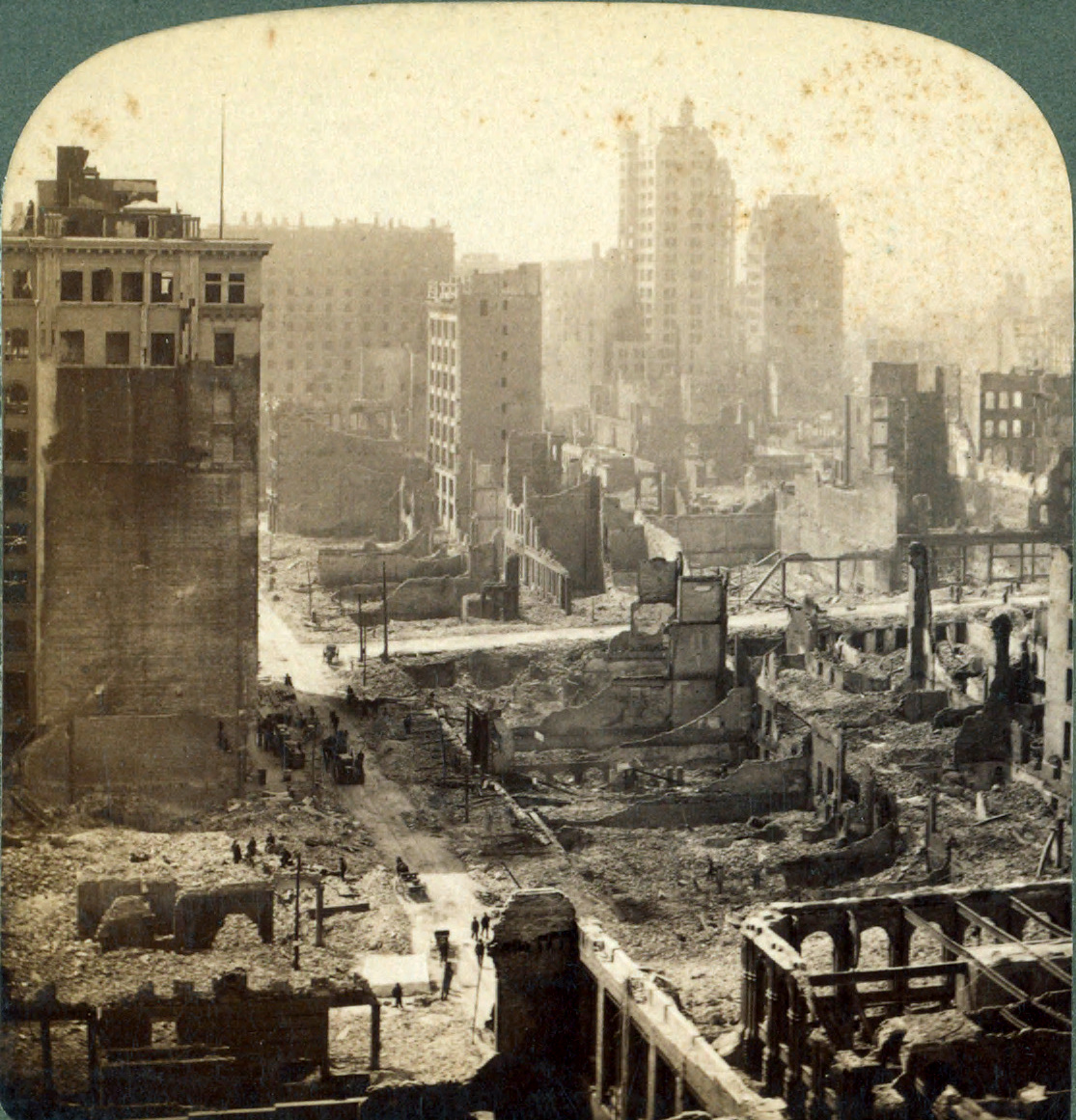
1906

O sismo foi causado por um deslize da falha de San Andreas (em português, a Falha de Santo André) em um segmento de cerca de 440 km de comprimento. Suas ondas sísmicas foram sentidas desde o sul do estado de Oregon (a norte da Califórnia) até à cidade de Los Angeles,-a sul de São Francisco (Califórnia).
As construções vitorianas e os prédios de tijolos ficaram devastados. O pior da destruição foi o incêndio, causado pelos fios elétricos que se partiram e, com faíscas, ignificou-se com o gás que escapou pela cidade toda. Com as canalizações subterrâneas de águas quebradas os bombeiros não conseguiram responder ao incêndio em tempo e a cidade ficou praticamente inteira destruída. Às 7 horas da manhã as tropas do exército de Fort Mason (a base do histórico Presídio de 1776), em São Francisco, apresentaram-se a prefeitura da cidade e o, então, Prefeito E. E. Schmitz pediu o reforço da população e autorizou qualquer soldado a atirar para matar se alguém fosse encontrado saqueando lojas e casas. Enquanto isto, bombeiros e militares lutaram num esforço desesperado para controlar o contínuo fogo, até mesmo usando dinamites para explodir quarteirões inteiros criando, assim, um paredão contra o fogo que se alastrava sem cessar.
Dos 225 mil, em média, que ficaram sem teto, cerca da metade destes refugiou-se do outro lado da baía, em Oakland (Califórnia). Os jornais da época descrevem como o Golden Gate Park, o bairro vizinho de Panhandle e as praias entre Ingleside e North Beach reencontraram-se cobertos de tendas

No dia 20 de abril, refugiados que ficaram emboscados em certas áreas por causa do incêndio tiveram que ser evacuados pela baía no cruzador USS Chicago, da Marinha americana. No dia 23, grande parte do incêndio já se havia apagado e as autoridades iniciaram o trabalho de construção da metrópole devastada. Contou-se na época 478 mortes, mas aparece hoje que este número, publicado pelas autoridades da época, subestimou o impacto real da catástrofe, nomeadamente entre a população chinesa. O balanço desde então aumentou, e o número geralmente aceito é de pelo menos de 3 000 mortes resultantes do terremoto e do incêndio que se alastrou pela cidade toda. Cerca de 28 mil prédios foram destruídos, incluindo a maioria das casas e praticamente todo o centro financeiro. 

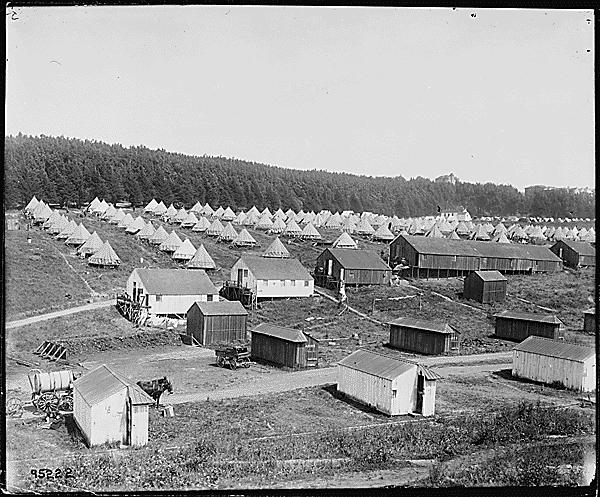
Um dos onze acampamentos de refugiados do Sismo de 1906 no Presídio de San Francisco

### Abrigo aos refugiados
O Exército construiu 5 610 chalés de troncos de árvores para acomodar 20 mil desabrigados por via da tragédia inesperada. os chalés foram desenhados por John McLaren, e foram agrupados em onze acampamentos, próximos uns dos outros, e alugados ao povo desabrigado por dois dólares por mês, até a reconstrução da cidade terminar. Os chalés foram pintados de cor parda-oliva para mesclar com o local e, parcialmente, porque o exército tinha grandes quantidades desta tinta em estoque. Os acampamentos tiveram uma população máxima de 16 448 desabrigados, mas em 1907 a maioria deles já haviam se mudado. Os acampamentos, então, viraram garagens, locais de armazenamentos ou lojas. Os chalés custaram, em média, US$ 100-741 para montar. Os dois dólares de aluguel iriam para crédito na compra do chalé (opcional), num custo de US$ 50 dólares. A maioria das cabanas foram destruídas, mas um pequeno número destes chalés ainda existe. Um destes modestos chalés de 66,90 metros quadrados foi recentemente vendido por mais de US$ 600 000,00.

### O Grande Incêndio
Apesar dos estragos importantes causados pelo sismo e suas contrapartes, foram os incêndios os responsáveis pela grande destruição, na maior parte, de todas estruturas. Estes lavraram-se em vários lugares da cidade, alguns causados inicialmente por linha de gás natural quebrada e duraram três dias inteiros. Outros incêndios foram começados intencionalmente, e outros ainda foram consequência de fogueiras acendidas por refugiados. Certos proprietários incendiaram os seus próprios edifícios a fim de ganhar a indenização do seguro contra incêndio, uma vez que estavam informados que o seu seguro não cobriria os estragos causados unicamente pelo sismo. Com as condutas de água fora de serviço, os bombeiros municipais tinham poucos recursos à sua disposição para combater os incêndios. Vários fogos no centro da cidade convergiram para formar uma fornalha gigantesca. O incêndio destruiu mais de 500 casas, da Avenida Van Ness, perto do centro, até ao cais do porto, que limita a baía.

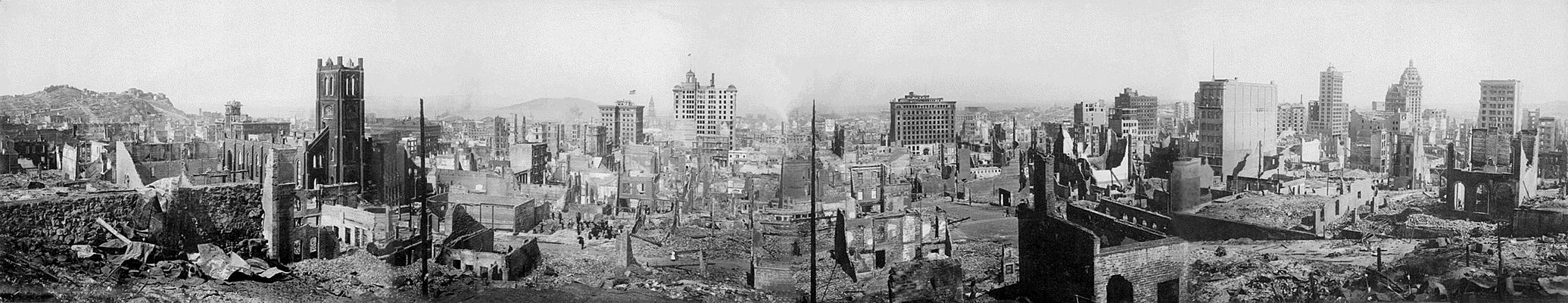
Panorama de São Francisco após o terremoto

O presidente da câmara municipal Eugene Schmitz e o General Frederick Funston não declararam a lei marcial. Em contrapartida, Schmitz assinou uma deliberação que permitia à polícia, às patrulhas de milícias e aos militares, atirar sobre pilhantes, e algumas 500 pessoas foram mortas ou feridas. Funston tentou controlar a expansão do incêndio fazendo explodir as casas danificadas, caídas, em redor dos lares, com um êxito mitigado, mas que parece ter permitido poupar o oeste da cidade.

## A Reconstrução

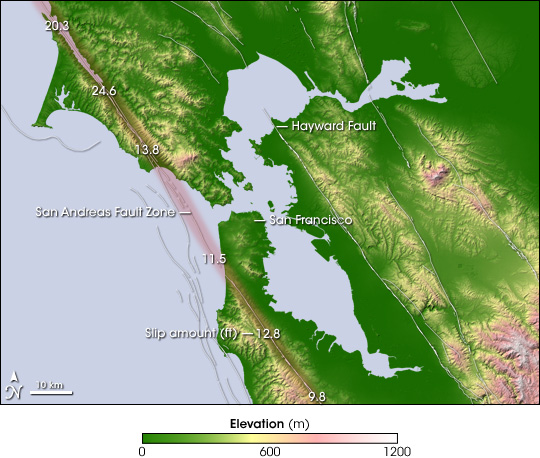
A Falha de San Andreas segue numa linha de noroeste a sudeste ao longo da costa da Califórnia. Os números na falha indicam quantos pés o solo cedeu naquele local com o resultado do sismo de 1906.

Os planos para reconstrução da cidade foram a ser elaborados no mesmo dia do tremor sísmico. Um dos planos mais ambiciosos era do famoso urbanista Daniel Burnham, cuja visão inspirada por Haussmann previa avenidas e alamedas que irradiariam através da cidade, um complexo cívico gigantesco à arquitetura clássica, um jardim público que então teria sido o maior do mundo, estendendo-se de Twin Peaks ao lago Merced, e numerosos outros projetos. O plano, julgado pouco realista e pouco prático tanto pelas críticas da época contra os arquitetos contemporâneos, foi pela maior parte ignorado. Era visto igualmente de um mau olhar pelos promotores imobiliários que teriam que vender inúmeros dos seus terrenos ao município. O traçado das ruas existente subsistiu, mas alguns dos projetos caros de Burnham seguiram à frente, como o atual Civic Center com a arquitetura neoclássica das avenidas mais largas, um metrô sob a Market Street, o Fisherman's Wharf e um monumento que domina a cidade sobre Telegraph Hill, a Coit Tower. O tremor de terra de 1906 provocou uma tomada de consciência do perigo sísmico na Califórnia. Alguns dias após a catástrofe, o governador do estado, George Cooper Pardee, reúne diversos grandes cientistas para começar um programa de investigação sobre os sismos. Sob a direcção do Geólogo Andrew C. Lawson, da Universidade de Berkeley uma equipe de vinte geólogos, astrônomos, físicos (Henry Fielding Reid) e engenheiros estudaram e cartografaram a falha de Santo André. Redigiram um relatório que fez avançar o conhecimento dos fenômenos sísmicos.

## Consequências materiais e econômicas

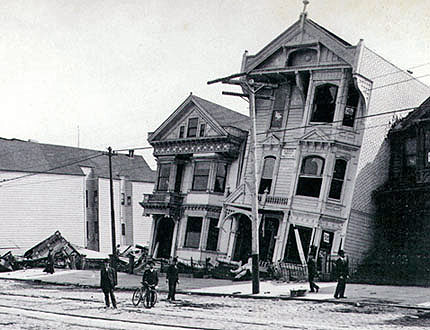
Casas atingidas pelo terremoto.

O tremor de terra e o incêndio tiveram um impacto duradouro no desenvolvimento econômico da Califórnia. O sismo e o incêndio destruíram mais de 80% da cidade. Algumas construções de tijolos, como do Hôtel-de-Ville, não se opuseram aos abalos. 
Mas o tremor reduziu a rede telefónica, o bonde-a-cabo e os sistemas de comunicação. Na região da baía, a Universidade de Stanford foi danificada em parte. As cidades de São José, Hollister, Bolinas e de Santa Rosa foram prejudicadas igualmente.
Mesmo com São Francisco a ser reconstruída rapidamente, o desastre redireciona e relocaliza comércio, indústrias e população para o Sul, sobretudo para Los Angeles, que durante o século XX se tornou a metrópole mais importante do Oeste dos Estados Unidos. O relatório Lawson de 1908, que estudou o tremor de terra de 1906, demonstrou contudo que a mesma falha de San Andreas, que foi a do sismo, está igualmente próxima de Los Angeles. O tremor de terra de 1906 foi o primeiro desta magnitude a ser documentado por fotografias e filmes cinematográficos. Teve igualmente lugar a um período florescente da sismologia. O custo da catástrofe foi avaliado na época em cerca de 400 milhões de dólares.

## Vídeo

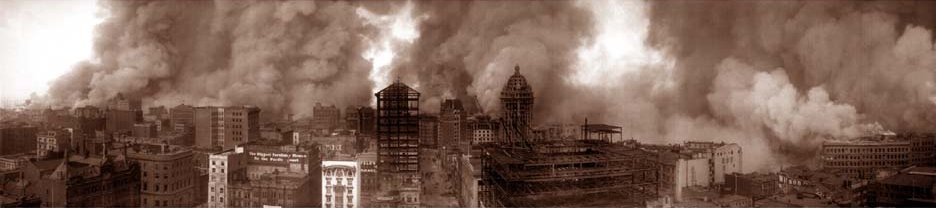
Incêndio após o terremoto de 1906

| (video) | Terremoto de 1906 (info)                                                                     |
| (video) | Vistas da destruição feita---filmado de um veículo em movimento rua abaixo na Market Street. |
| (video) | Problemas na execução do arquivo? Veja Introdução à mídia.                                   |